# Гоа
Гоа је савезна држава Индије. Налази се на западној обали Индије на Арабијском мору у подручју званом Конкан, а граничи се са Махараштром на северу и Карнатаком на истоку и југу. Панаџи је главни град, а Васко де Гама је највећи град. Португалски трговци су најпре дошли у Гоу у 15. веку и убрзо су основали колонију, која је трајала 450 година, све до 1961, када поново постаје део Индије. Гоа је међународно позната по прекрасним плажама, па је посећују хиљаде домаћих и страних туриста.

## Историја
Пред око 2.000 година у том подручју су владали Сатаваханаси. Чалукје су владале од 580. до 750. Неколико векова су се смењивале различите династије. Под власт Делхијског султаната дошла је 1312. Виџајанагаре владају од 1370. до 1469. После тога прелази под власт Бахнмани султана и Адил Шахиса. Васко да Гама је био први Европљанин, који је допловио у Индију. Искрцао се најпре у Козикоди у Керали, а после тога у Гои. Португалци су дошли са намером да успоставе колонију и да преузму контролу трговине зачинима од других европских сила. Копнене путеве трговине зачинима су затворили Отомански Турци. Португалски адмирал Алфонсо де Албукерк победио је Биџапур краљеве уз помоћ локалних савезника. Португалци су од тада успоставили сталну колонију у Гои. Намећући инквизицију многи локални становници су присилно покршени од стране мисионара, који су претили казнама или одузимањем земље, титула или власништва. Многи су се покрстили, али остала је њихова хиндуска баштина. Хиљаде су и побегле, насељавајући се у околним градовима у Карнатаци. Доласком других европских сила у 16. веку већина португалских колонија била је окружена Британцима или Холанђанима. Португалци су у Индији имали само неколико енклава, а Гоа је била највећа и најважнија. Гоа је временом добила грађанска права као Лисабон. Португалци су охрабривали женидбу са локалним становништвом, тако да су се појавило мешано становништво. Када је Индија добила независност 1947. Португал је одбио да преда своје колоније. Индија је 12. децембра 1961. ушла са 40.000 војника, који су након малог и кратког окршаја заузели Гоу и Даман и Диу. Индијско преузимање Гое је касније 1974. послужило Индонезији као преседан за инвазију Источног Тимора.

## Географија и клима
Гоа је део обалног подручја званог Конкан, који је Западним Гатима одвојен од Декана. Гоа има 101 km обале. Клима је топла и влажна. Мај је најтоплији месец са температурама преко 35°C и јако спарним данима. Монсунске кише почињу у јуну. Већина кише падне до септембра за време монсунске сезоне.

## Економија
Гоа је најбогатија индијска држава по глави становника. Туризам је најважнија делатност у Гои, тако да 12% страних туриста који дођу у Индију посете Гоу. Током 2004. два милиона туриста је посетило Гоу, од чега 400.000 страних. Гоа је богата минералима и рудама гвожђа, боксита, мангана, тако да је рударство друга најважнија индустрија. Од других индустрија значајне су производња пестицида, вештачких ђубрива, гума, одеће, лекова.

## Флора и фауна
Шуме у Гои је Нешнел Џиографик упоредио са шумама Амазоније и Конга по њиховој биолошкој разноврсности.